# ألفا سيميدو
ألفا سيميدو (بالبرتغالية: Alfa Semedo‏) هو لاعب كرة قدم غيني بيساوي في مركز الوسط، ولد في 30 أغسطس 1997 في بيساو في غينيا بيساو يلعب في نادي نيوم السعودي. لعب مع نادي بنفيكا واحترف في السعودية في نادي الطائي ونادي نيوم.

## وصلات خارجية
- ألفا سيميدو على موقع قاعدة بيانات كرة القدم.إي يو (الإنجليزية)
- ألفا سيميدو على موقع ناشيونال فوتبول تيمز (الإنجليزية)
- ألفا سيميدو على موقع Soccerway.com (الإنجليزية)
- ألفا سيميدو على موقع عالم كرة القدم.نت (الإنجليزية)